# Invitation (柴咲幸單曲)
《invitation》（邀請）為日本歌手柴崎幸於2006年8月9日發行之10th單曲。

## 概要
- 與前作《影》相隔約6個月發行。
- 本作與前作一樣搭配TBS電視台的連續劇，為《太陽之歌》主題曲。
- 2009年美吉田月翻唱本作，收錄在其翻唱專輯《Ska Flavor#2》中。

## 發行版本
- CD ONLY

## 曲目
1. invitation
作詞：柴咲幸 作曲：Jin Nakamura 編曲：市川淳
  - TBS電視台連續劇《太陽之歌》主題曲
2. one's heart
作詞：柴咲幸 作曲：藤谷一郎 編曲：華原大輔
3. 薄紗藍窗簾（シフォンブルーのカーテン）
作詞：柴咲幸 作曲：Jin Nakamura 編曲:CHOKKAKU
4. invitation （Backing Track）
作曲：Jin Nakamura 編曲：市川淳

## 外部連結
- 柴崎幸 星塵官網（页面存档备份，存于）
- 柴崎幸 日本環球官網 （页面存档备份，存于）